# Bill Speer
Pour les articles homonymes, voir Speer.
Francis William Speer, dit Bill Speer, (né le 20 mars 1942 à Lindsay dans la province de l'Ontario au Canada — mort le 12 février 1989 à Fenelon Falls également en Ontario) est un joueur professionnel de hockey sur glace.

## Carrière en club
Il commence sa carrière en 1960-61 dans l'Association de hockey de l'Ontario (aujourd'hui Ligue de hockey de l'Ontario) pour les Teepees de Saint Catharines. Quatre saisons plus tard, il fait ses débuts dans la Ligue américaine de hockey pour les Indians de Springfield.
Après avoir joué dans plusieurs franchises de la LAH, il est rejoint la première équipe des Penguins de Pittsburgh en 1967. Il joue toute la saison avec les Penguins et une partie de saison suivante. Il joue également dans la Ligue centrale de hockey.
En 1969, il joue avec les Bruins de Boston mais passe le plus clair de son temps dans la LAH. Au cours de la saison suivante, il ne joue qu'un seul match avec les Bruins puis est choisi lors de l'expansion de la LNH de 1972 par les Flames d'Atlanta.
Il ne rejoint pas pour autant l'équipe et réalise ses deux dernières saisons professionnelles en 1972-1973 et 1973-1974 dans l'Association mondiale de hockey pour les Raiders de New York.

## Statistiques
| Saison     | Équipe                           | Ligue      |     | Saison régulière | Saison régulière | Saison régulière | Saison régulière | Saison régulière |   | Séries éliminatoires | Séries éliminatoires | Séries éliminatoires | Séries éliminatoires | Séries éliminatoires |
| Saison     | Équipe                           | Ligue      | PJ  | B                | A                | Pts              | Pun              | PJ               | B | A                    | Pts                  | Pun                  |                      |                      |
| 1960-1961  | Teepees de Saint Catharines      | AHO        | 42  | 5                | 22               | 27               | 0                |                  |   |                      |                      |                      |                      |                      |
| 1961-1962  | Thunderbirds de Sault Ste. Marie | EPHL       | 4   | 0                | 0                | 0                | 2                |                  |   |                      |                      |                      |                      |                      |
| 1961-1962  | Teepees de Saint Catharines      | AHO        | 38  | 6                | 24               | 30               | 0                |                  |   |                      |                      |                      |                      |                      |
| 1962-1963  | Knights de Knoxville             | EHL        | 68  | 10               | 44               | 54               | 46               |                  |   |                      |                      |                      |                      |                      |
| 1963-1964  | Indians de Springfield           | LAH        | 28  | 2                | 4                | 6                | 10               |                  |   |                      |                      |                      |                      |                      |
| 1964-1965  | Barons de Cleveland              | LAH        | 71  | 4                | 16               | 20               | 54               |                  |   |                      |                      |                      |                      |                      |
| 1965-1966  | Barons de Cleveland              | LAH        | 70  | 3                | 16               | 19               | 36               |                  |   |                      |                      |                      |                      |                      |
| 1966-1967  | Bisons de Buffalo                | LAH        | 64  | 6                | 25               | 31               | 52               |                  |   |                      |                      |                      |                      |                      |
| 1967-1968  | Clippers de Baltimore            | LAH        | 5   | 0                | 5                | 5                | 8                |                  |   |                      |                      |                      |                      |                      |
| 1967-1968  | Penguins de Pittsburgh           | LNH        | 68  | 3                | 13               | 16               | 44               |                  |   |                      |                      |                      |                      |                      |
| 1968-1969  | Wranglers d'Amarillo             | LCH        | 7   | 1                | 1                | 2                | 14               |                  |   |                      |                      |                      |                      |                      |
| 1968-1969  | Clippers de Baltimore            | LAH        | 13  | 1                | 4                | 5                | 21               |                  |   |                      |                      |                      |                      |                      |
| 1968-1969  | Penguins de Pittsburgh           | LNH        | 34  | 1                | 4                | 5                | 27               |                  |   |                      |                      |                      |                      |                      |
| 1969-1970  | Golden Eagles de Salt Lake       | WHL        | 19  | 1                | 3                | 4                | 47               |                  |   |                      |                      |                      |                      |                      |
| 1969-1970  | Bruins de Boston                 | LNH        | 27  | 1                | 3                | 4                | 4                | 8                | 1 | 0                    | 1                    | 4                    |                      |                      |
| 1970-1971  | Bears de Hershey                 | LAH        | 27  | 2                | 6                | 8                | 42               |                  |   |                      |                      |                      |                      |                      |
| 1970-1971  | Reds de Providence               | LAH        | 25  | 3                | 19               | 22               | 35               | 10               | 1 | 6                    | 7                    | 6                    |                      |                      |
| 1970-1971  | Bruins de Boston                 | LNH        | 1   | 0                | 0                | 0                | 4                |                  |   |                      |                      |                      |                      |                      |
| 1971-1972  | Reds de Providence               | LAH        | 52  | 5                | 27               | 32               | 36               | 5                | 2 | 2                    | 4                    | 8                    |                      |                      |
| 1971-1972  | Braves de Boston                 | LAH        | 7   | 0                | 0                | 0                | 2                |                  |   |                      |                      |                      |                      |                      |
| 1972-1973  | Raiders de New York              | AMH        | 69  | 3                | 23               | 26               | 40               |                  |   |                      |                      |                      |                      |                      |
| 1973-1974  | Golden Blades de New York        | AMH        | 66  | 1                | 3                | 4                | 30               |                  |   |                      |                      |                      |                      |                      |
| 1974-1975  | Terriers d'Orillia               | OHA Sr.    | 13  | 0                | 11               | 11               | 18               |                  |   |                      |                      |                      |                      |                      |
| Totaux AMH | Totaux AMH                       | Totaux AMH | 135 | 4                | 26               | 30               | 70               |                  |   |                      |                      |                      |                      |                      |
| Totaux LNH | Totaux LNH                       | Totaux LNH | 130 | 5                | 20               | 25               | 79               | 8                | 1 | 0                    | 1                    | 4                    |                      |                      |